# Dolní Bolíkov (železniční zastávka)
Dolní Bolíkov (německy Wölking) je železniční zastávka, která se nachází ve vesnici Dolní Bolíkov v okrese Jindřichův Hradec v Jihočeském kraji. Zastávka leží na jednokolejné železniční Kostelec u Jihlavy – Slavonice.

## Přeprava
Na zastávce zastavují pouze osobní a spěšné vlaky, které provozují České dráhy, které na tyto vlaky nasazují motorové vozy RegioSpider. Na zastávce se nachází přístřešek pro cestující. Zastávka se nachází v integrovaném dopravním systému VDV.

## Přístupnost
Přístup na nástupiště není bezbariérový.